# Fest-Noz

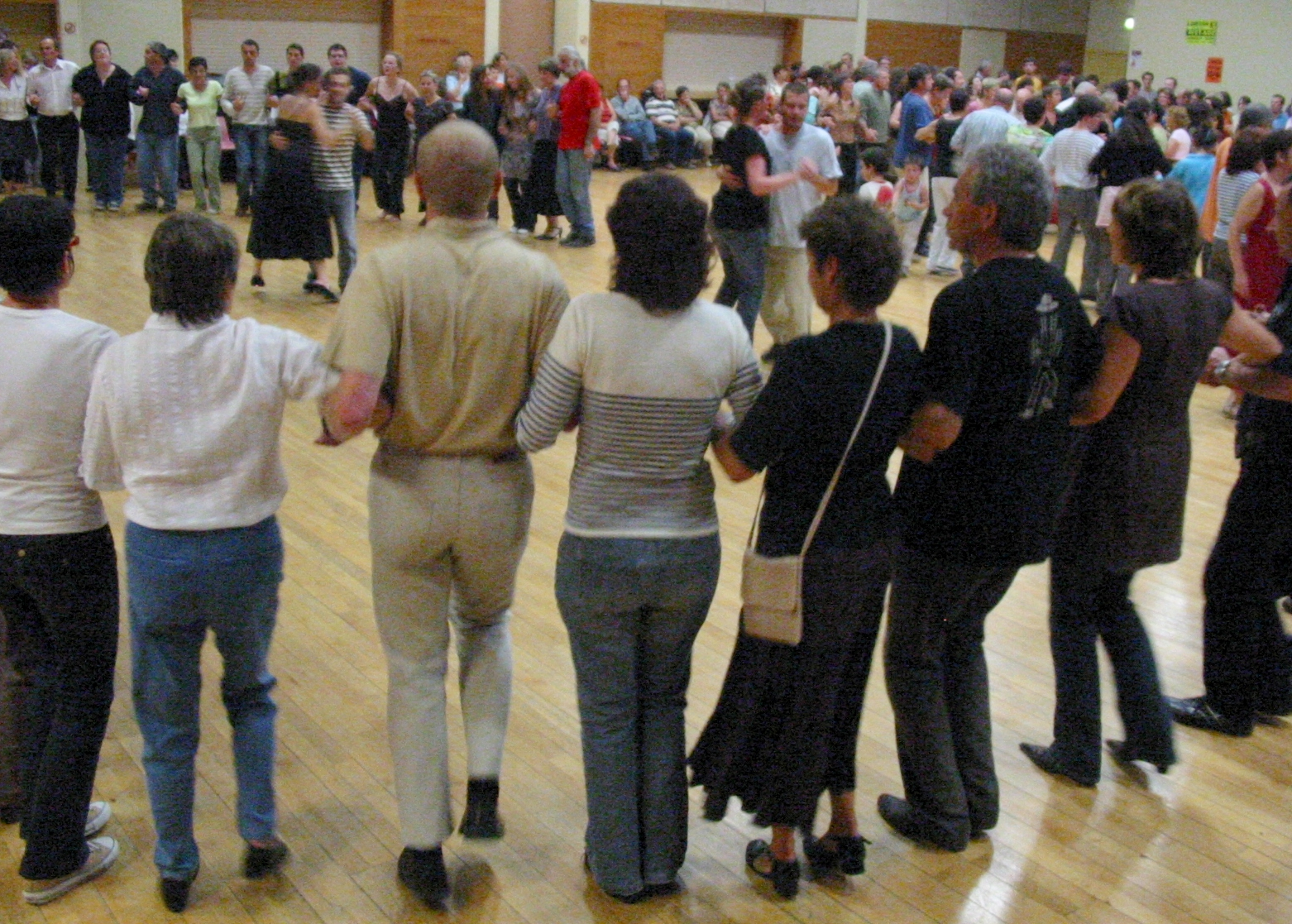
Een bijeenkomst tijdens Fest-Noz

Het Fest-Noz (Bretons voor Nachtfeest) is een volksfeest in Bretagne. Het wordt in bijna alle gemeenten van Bretagne gehouden en volgt onder andere op de officiële plechtigheden van de Pardons.
Tijdens het Fest-Noz worden volksdansen gedanst, op Bretonse volksmuziek, gemaakt met instrumenten als de draailier, luit, doedelzak, binioù, musette en bombarde. Soms gebeurt dit in Bretonse klederdracht.
Vooral bekend is het Fest-Noz van Carnac, dat ieder jaar op 15 augustus wordt gehouden. Hier komen veel mensen bijeen om Sainte-Marie te vieren.
Op 5 december 2012 werd Fest-Noz ingeschreven als UNESCO immaterieel erfgoed, nadat het reeds eerder ingeschreven was in de Inventaire du patrimoine culturel immatériel en France.